# Dywizja Piechoty Scharnhorst
Dywizja Piechoty Scharnhorst (niem. Infanterie-Division Scharnhorst) – niemiecka dywizja piechoty utworzona 30 marca 1945 w ramach 35. fali ze szkół oraz jednostek zapasowych XI Okręgu Wojskowego. Początkowo włączona w skład 7 Armii, później w skład 12 Armii. 12 kwietnia wzięła udział w walkach przeciwko Amerykanom w Barby, dwa tygodnie później walczyła z Armią Czerwoną w Beelitz. Przestała istnieć 2 maja, kiedy to poddała się Amerykanom w Travemünde.
Jedynym dowódcą dywizji był Heinrich Götz.

## Skład
- pułk grenadierów Scharnhorst 1
- pułk grenadierów Scharnhorst 2
- pułk grenadierów Scharnhorst 3
- pułk artylerii Scharnhorst
- batalion fizylierów Scharnhorst
- batalion niszczycieli czołgów Scharnhorst
- batalion inżynieryjny Scharnhorst
- batalion łączności Scharnhorst